# Tú sí que vales (Italia) (undicesima edizione)
L'undicesima edizione del talent show Tú sí que vales è andata in onda ogni sabato in prima serata su Canale 5 dal 21 settembre al 16 novembre 2024 per nove puntate.
Sono confermati sia i presentatori Martín Castrogiovanni, Alessio Sakara (assente nella nona puntata finale) e Giulia Stabile, sia i giudici della scorsa edizione, ossia Maria De Filippi, Gerry Scotti, Rudy Zerbi e Luciana Littizzetto e Sabrina Ferilli nella giuria popolare per la sesta edizione consecutiva. È stato riconfermato anche il personaggio di Giovannino, un omino in mantello rosso e con la faccia truccata in blu interpretato da Giovanni Iovino. Le registrazioni si sono svolte sempre presso lo studio 8 del Centro Titanus Elios di Roma dall'8 luglio al 3 settembre 2024, con la scelta di tutti i finalisti che si giocano la finale nell'ultima puntata in diretta.
L'edizione è stata vinta dall'artista delle ombre cinesi Matteo Fraziano, che si è aggiudicato il montepremi di 100000 €.

## Audizioni
Legenda:
     Il concorrente è in finale
     Concorrenti appartenenti alla Scuderia Scotti

### Prima puntata
La prima puntata di Audizioni è andata in onda il 21 settembre 2024. I concorrenti ammessi in questa puntata sono:
| Nome artista                      | Genere                                    | Voto dei giudici | Voto della giuria popolare                      |
| --------------------------------- | ----------------------------------------- | ---------------- | ----------------------------------------------- |
| Nanjing Acrobatic Troupe          | Acrobati                                  | 4 vale           | 95% positivo                                    |
| Marcelito Pomoy                   | Cantante                                  | 2 vale           | 100% positivo                                   |
| Viggo Venn                        | Comico                                    | 4 vale           | 50% positivo                                    |
| Colombia Salsa Style              | Ballerini                                 | 4 vale           | 87% positivo                                    |
| Young Min                         | Illusionista con la sabbia                | 4 vale           | 93% positivo                                    |
| Bruno Costanza                    | Ballerino                                 | 2 vale           | 97% positivo                                    |
| Compagnie Youcef Ouali            | Ballerini con ragazzo disabile            | 4 vale           | 98% positivo                                    |
| Solange Kardinaly                 | Trasformista                              | 4 vale           | 90% positivo                                    |
| Matteo Fraziano                   | Artista delle ombre cinesi                | 4 vale           | 99% positivo (100% con il Bonus Clessidra)      |
| Louis Biggs                       | Giocoliere con lo yo-yo e spogliarellista | 4 vale           | 81% positivo                                    |
| Compagnia Lift                    | Acrobati                                  | 4 vale           | 83% positivo                                    |
| Marceau Bidal                     | Acrobata                                  | 4 vale           | 99% positivo (invariato con il Bonus Clessidra) |
| Kevin James                       | Illusionista                              | 4 vale           | 90% positivo                                    |
| Vincenzo, Matteo, Cristian e Adam | Giocatori di padel ping pong              | 4 vale           | 58% negativo                                    |
| Zach's Contraptions               | Inventore                                 | 3 vale           | 88% positivo                                    |

- Il primo finalista di questa edizione è Matteo Fraziano, giovane artista delle ombre cinesi, che ha ottenuto il 100% dopo il Bonus Clessidra concesso da Maria De Filippi.

### Seconda puntata
La seconda puntata di Audizioni è andata in onda il 28 settembre 2024. I concorrenti ammessi in questa puntata sono:
| Nome artista      | Genere                          | Voto dei giudici | Voto della giuria popolare                  |
| ----------------- | ------------------------------- | ---------------- | ------------------------------------------- |
| Zhenyu Li         | Verticalista                    | 4 vale           | 96% positivo                                |
| Emanuele Condoleo | Strongman                       | 4 vale           | 92% positivo (100% con il Bonus Clessidra)  |
| Eric Leclerc      | Mago comico                     | 4 vale           | 65% positivo                                |
| 4Stomp            | Acrobati comici                 | 4 vale           | 94% positivo                                |
| Vincenzo Angarano | Cantante                        | 2 vale           | 88% positivo                                |
| Lindy Hot Crew    | Ballerini                       | 4 vale           | 71% positivo                                |
| Cirkus Cirkör     | Circensi                        | 4 vale           | 98% positivo                                |
| Dario Panebianco  | Mandolinista                    | 4 vale           | 96% positivo                                |
| Rubén e Iván      | Atleti di parkour, uno disabile | 4 vale           | 99% positivo (100% dopo il Bonus Clessidra) |
| Isamu Yamamoto    | Skater                          | 4 vale           | 82% positivo                                |
| Claire & Antho    | Ballerini con le ombre          | 4 vale           | 90% positivo                                |
| Duo Vertigo       | Acrobate                        | 4 vale           | 99% positivo                                |
| Fernando Velasco  | Escapologo                      | 4 vale           | 81% positivo                                |
| Federico Casto    | Acrobata dei tessuti aerei      | 4 vale           | 95% positivo                                |
| Danielle e Kellin | Artisti dell'hula-hoop comici   | 4 vale           | 86% positivo                                |

- Il secondo finalista di questa edizione è lo strongman Emanuele Condoleo, che ha ottenuto il 100% dopo il Bonus Clessidra concesso da Maria De Filippi.
- I terzi finalisti di questa edizione sono Rubén e Iván, atleti di parkour di cui uno con una gamba sola, che hanno ottenuto il 100% dopo il Bonus Clessidra concesso da Maria De Filippi.
- Sal Da Vinci si è esibito in qualità di ospite.

### Terza puntata
La terza puntata di Audizioni è andata in onda il 5 ottobre 2024. I concorrenti ammessi in questa puntata sono:
| Nome artista             | Genere                               | Voto dei giudici | Voto della giuria popolare |
| ------------------------ | ------------------------------------ | ---------------- | -------------------------- |
| Urban Verbunk            | Ballerini                            | 4 vale           | 90% positivo               |
| Billy and Emily          | Pattinatori su rotelle acrobatici    | 4 vale           | 97% positivo               |
| Hakuna Matata            | Acrobati                             | 4 vale           | 100% positivo              |
| I Band Dotati            | Band                                 | 4 vale           | 92% positivo               |
| Barbara Probst           | Acrobata comica                      | 4 vale           | 80% positivo               |
| Oleksandr Leshchenko     | Ballerino e illusionista informatico | 4 vale           | 98% positivo               |
| Flying Ninjas            | Atleti di percorsi ninja warriors    | 4 vale           | 97% positivo               |
| Carlos & Eleftheria      | Acrobati                             | 4 vale           | 94% positivo               |
| Sang Soon Kim            | Illusionista                         | 4 vale           | 69% positivo               |
| Antonino Abbate          | Cantante e attore                    | 1 vale           | 91% positivo               |
| Ale Circus Dance Company | Acrobati con il cerchio              | 4 vale           | 97% positivo               |
| Giuseppe Turri           | Anziano ballerino                    | 4 vale           | 61% negativo               |
| Highwire                 | Acrobati e cantante                  | 4 vale           | 79% positivo               |
| The Phobias              | Maghi horror                         | 4 vale           | 85% positivo               |
| The Bubbleologist        | Artista con le bolle di sapone       | 4 vale           | 96% positivo               |

- I quarti finalisti di questa edizione sono gli acrobati Hakuna Matata.
- Dario, Veronica e Pietro sono stati ospiti della puntata in rappresentanza dell'associazione Sognoattivo.
- Alice e Asia D'Amato sono state ospiti della puntata.

### Quarta puntata
La quarta puntata di Audizioni è andata in onda il 12 ottobre 2024. I concorrenti ammessi in questa puntata sono:
| Nome artista              | Genere                       | Voto dei giudici | Voto della giuria popolare                       |
| ------------------------- | ---------------------------- | ---------------- | ------------------------------------------------ |
| Luca D'Orta               | Spettacolo con dinosauri     | 4 vale           | 90% positivo                                     |
| Hossein Chi               | Verticalista ed equilibrista | 4 vale           | 93% positivo                                     |
| Alan Portugal             | Acrobata                     | 4 vale           | 98% positivo                                     |
| Manuel Meledina           | Cantante                     | 4 vale           | 99% positivo                                     |
| Luigi Salafia             | Sollevatore di pesi          | 2 vale           | 87% positivo                                     |
| Duo Sebas e Sonia         | Acrobati                     | 4 vale           | 100% positivo                                    |
| HFA                       | Acrobati                     | 4 vale           | 94% positivo                                     |
| Enishi                    | Illusionista con maschere    | 4 vale           | 83% positivo                                     |
| Giovanna Petrucci         | Slackliner                   | 4 vale           | 89% positivo                                     |
| Andrea, Fortunato e Mirco | Animatori                    | 4 vale           | 70% negativo                                     |
| Adam Trent                | Illusionista                 | 4 vale           | 96% positivo                                     |
| Herwan Legaillard         | Fachiro e acrobata           | 4 vale           | 75% positivo                                     |
| Carmelo Midolo            | Comico                       | 2 vale           | 74% positivo                                     |
| David & Skip              | Acrobati                     | 4 vale           | 99% positivo (invariato dopo il Bonus Clessidra) |
| Andrea Pilo               | BMX freestyler               | 4 vale           | 98% positivo                                     |
| Karolina Galli            | Bambina acrobata             | 4 vale           | 97% positivo                                     |
| Macarena Ramirez          | Ballerina di flamenco        | 4 vale           | 93% positivo                                     |
| Duo Comme Unique          | Acrobati                     | 4 vale           | 97% positivo                                     |

- I quinti finalisti dell'edizione sono il duo di acrobati Sebas e Sonia.
- Sophie Bertocchi è stata ospite della puntata con la cagnolina Rose per presentare il canale Help.me.rose.

### Quinta puntata
La quinta puntata di Audizioni è andata in onda il 19 ottobre 2024. I concorrenti ammessi in questa puntata sono:
| Nome artista                     | Genere                                  | Voto dei giudici | Voto della giuria popolare |
| -------------------------------- | --------------------------------------- | ---------------- | -------------------------- |
| Kristy Sellars                   | Pole dancer e illusionista informatica  | 4 vale           | 92% positivo               |
| Lucia Rubedo                     | Cantante                                | 4 vale           | 93% positivo               |
| Wayne e Kat                      | Ballerini e atleti di mano a mano       | 4 vale           | 93% positivo               |
| Mattia Cavalli e Daniele Serblin | Motociclista e automobilista acrobatici | 4 vale           | 94% positivo               |
| Anna Favaloro                    | Bambina ventriloqua                     | 4 vale           | 86% positivo               |
| Space Elements                   | Acrobati                                | 4 vale           | 97% positivo               |
| Jack Rhodes                      | Illusionista                            | 4 vale           | 81% positivo               |
| Duo Rose                         | Acrobati                                | 4 vale           | 97% positivo               |
| Addis Ababa                      | Acrobati                                | 4 vale           | 97% positivo               |
| Jessie Grant                     | Clown                                   | 4 vale           | 57% negativo               |
| Nathan Kara                      | Ballerino                               | 4 vale           | 91% positivo               |
| The Flying Royals                | Trapezisti                              | 4 vale           | 88% positivo               |
| David Pintado                    | Equilibrista                            | 4 vale           | 73% positivo               |
| Corona Events                    | Ballerini sui trampoli                  | 4 vale           | 91% positivo               |
| Sergio Lo Cicero e band          | Band                                    | 4 vale           | 67% positivo               |

- Licia Fertz è stata ospite della puntata per parlare della sua lunga vita da attivista.

### Sesta puntata
La sesta puntata di Audizioni è andata in onda il 26 ottobre 2024. I concorrenti ammessi in questa puntata sono:
| Nome artista        | Genere                      | Voto dei giudici | Voto della giuria popolare                 |
| ------------------- | --------------------------- | ---------------- | ------------------------------------------ |
| Troupe Legion       | Ballerini e percussionisti  | 4 vale           | 89% positivo                               |
| Forbidden Nights    | Ballerini e spogliarellisti | 4 vale           | 83% positivo                               |
| Giovanni Alecci     | "Ladro" illusionista        | 4 vale           | 65% positivo                               |
| Aubrey Fulgencio    | Cantante                    | 4 vale           | 95% positivo                               |
| Jonathan Möller     | Acrobata con il cerchio     | 4 vale           | 93% positivo                               |
| Maurizio Zavatta    | Stuntman                    | 4 vale           | 90% positivo                               |
| De Cagna Luminarie  | Installatori di luminarie   | 4 vale           | 87% positivo                               |
| Les Expirés         | Acrobati comici             | 4 vale           | 92% positivo                               |
| Francesco Nutini    | Comico                      | 3 vale           | 90% positivo                               |
| Fernando Miro       | Acrobata                    | 4 vale           | 94% positivo                               |
| Head First Acrobats | Acrobati comici             | 4 vale           | 71% positivo                               |
| Fils De Flûte       | Musicista con rifiuti       | 4 vale           | 79% positivo                               |
| Sandou Trio         | Acrobati                    | 4 vale           | 98% positivo                               |
| Andrea e Stefano    | Ballerini disabili          | 4 vale           | 96% positivo                               |
| Aleksandr Batuev    | Contorsionista              | 4 vale           | 95% positivo (96% dopo il Bonus Clessidra) |
| Nabe                | Comico                      | 3 vale           | 82% negativo                               |

- Sonia Mezzadri è stata ospite della puntata in rappresentanza dell'Associazione Nicolas Comati.

### Settima puntata
La settima puntata di Audizioni è andata in onda il 2 novembre 2024. I concorrenti ammessi in questa puntata sono:
| Nome artista       | Genere                             | Voto dei giudici | Voto della giuria popolare |
| ------------------ | ---------------------------------- | ---------------- | -------------------------- |
| Ssaulabi           | Atleti di arti marziali            | 4 vale           | 97% positivo               |
| Curious Bubbles    | Teatro-performance                 | 4 vale           | 76% positivo               |
| Pietro Motta       | Cantante                           | 3 vale           | 81% positivo               |
| J'Amaime           | Ballerina con manichino            | 4 vale           | 76% positivo               |
| Cillian O Connor   | Bambino illusionista               | 4 vale           | 91% positivo               |
| Three In The Air   | Acrobati                           | 4 vale           | 97% positivo               |
| Suore Bologna      | Cantanti                           | 4 vale           | 84% positivo               |
| Slava Pereviazko   | Acrobata sulla scala               | 4 vale           | 99% positivo               |
| Geneviève Côté     | Cantante e rumorista               | 4 vale           | 97% positivo               |
| Remi e Chris       | Acrobata e motociclista acrobatico | 4 vale           | 96% positivo               |
| Elisa Coianiz      | Acrobata                           | 4 vale           | 87% positivo               |
| Giuseppe D'Eredità | Atleta di arti marziali            | 1 vale           | 80% positivo               |
| Chris Spell        | Saltatore                          | 4 vale           | 97% positivo               |
| Alessandro Serra   | Comico                             | 4 vale           | 93% positivo               |
| Lina Liu           | Giocoliera con ombrelli            | 4 vale           | 81% positivo               |
| Bomba Trio         | Giocolieri comici                  | 4 vale           | 71% positivo               |
| Maxim Voronin      | Illusionista e ginnasta            | 3 vale           | 82% positivo               |
| Federico Cornale   | Cantante                           | 2 vale           | 54% positivo               |
| Marta Jiménez      | Bungee-jumping in auto             | 4 vale           | 96% positivo               |
| Williams Sanchez   | Fa uscire gli occhi dalle orbite   | 3 vale           | 66% negativo               |

### Ottava puntata
L'ottava puntata di Audizioni è andata in onda il 9 novembre 2024. I concorrenti ammessi in questa puntata sono:
| Nome artista        | Genere                                  | Voto dei giudici | Voto della giuria popolare |
| ------------------- | --------------------------------------- | ---------------- | -------------------------- |
| Vlad e Sergey       | Pole dancers                            | 4 vale           | 100% positivo              |
| Nicolò Anzisi       | Bambino illusionista                    | 4 vale           | 95% positivo               |
| Young & Strange     | Illusionisti                            | 4 vale           | 97% positivo               |
| Michele Molteni     | Costruttore di case minuscole           | 4 vale           | 86% positivo               |
| Haribow             | Ballerini con salto della corda         | 4 vale           | 97% positivo               |
| Shayne Boyle        | Prende marshmellow al volo con la bocca | 4 vale           | 53% negativo               |
| Duo Navas           | Acrobati                                | 4 vale           | 98% positivo               |
| Domenico De Martino | Ballerino                               | 1 vale           | 75% positivo               |

- I sesti finalisti di questa edizione sono i pole dancers Vlad e Sergey.
- Christian De Sica, Ilary Blasi, Giuseppe Vessicchio e Adriano Pennino sono stati ospiti della puntata.
- Francesca Mannino, cantante lirica non vedente, si è esibita in qualità di ospite.

Al termine della puntata c'è stata una mini-semifinale per decretare 4 dei finalisti: i concorrenti si sono sfidati a coppie e per ogni sfida i giudici hanno deciso chi far passare in Finale; di seguito le sfide (in verde i concorrenti promossi e in rosso quelli eliminati).
| Primo sfidante       | Secondo sfidante | Voti dei giudici |
| -------------------- | ---------------- | ---------------- |
| Colombia Salsa Style | Lucia Rubedo     | 3-2              |
| Marceau Bidal        | Kristy Sellars   | 3-2              |
| Macarena Ramirez     | Ssaulabi         | 1-3              |
| Les Exipirés         | Zhenyu Li        | 3-1              |

Il 16 novembre, poche ore prima della finale, sul sito del programma è stata resa nota la lista completa dei finalisti, rendendo noto che, oltre ai precedenti, gli altri finalisti selezionati sono:
| Nome artista     |
| ---------------- |
| Manuel Meledina  |
| Suore Bologna    |
| Geneviève Côté   |
| Alessandro Serra |
| Forbidden Nights |
| The Phobias      |

## Finale
| Nome artista         | Genere                          |
| -------------------- | ------------------------------- |
| Matteo Fraziano      | Artista delle ombre cinesi      |
| Emanuele Condoleo    | Strongman                       |
| Rubén e Iván         | Atleti di parkour, uno disabile |
| Hakuna Matata        | Acrobati                        |
| Duo Sebas e Sonia    | Acrobati                        |
| Vlad e Sergey        | Pole dancers                    |
| Colombia Salsa Style | Ballerini                       |
| Marceau Bidal        | Acrobata                        |
| Ssaulabi             | Atleti di arti marziali         |
| Les Expirés          | Acrobati comici                 |
| Manuel Meledina      | Cantante                        |
| Suore Bologna        | Cantanti                        |
| Geneviève Côté       | Cantante e rumorista            |
| Alessandro Serra     | Comico                          |
| Forbidden Nights     | Ballerini e spogliarellisti     |
| The Phobias          | Maghi horror                    |

- Christian De Sica, Ilary Blasi, Giuseppe Vessicchio e Adriano Pennino sono stati ospiti della puntata.
- Gaia si è esibita in qualità di ospite.

I concorrenti sono stati divisi in 4 quartine e il pubblico da casa, tramite il Televoto, ha deciso il migliore di ognuna, che passa alla fase successiva; questo l'esito:

### Primo gruppo
| Posizione | Nome artista         | Genere                  | % Televoto |
| --------- | -------------------- | ----------------------- | ---------- |
| 1ª        | Ssaulabi             | Atleti di arti marziali | 35%        |
| 2ª        | Duo Sebas e Sonia    | Acrobati                | 31%        |
| 3ª        | Manuel Meledina      | Cantante                | 26%        |
| 4ª        | Colombia Salsa Style | Ballerini               | 8%         |

### Secondo gruppo
| Posizione | Nome artista     | Genere                      | % Televoto |
| --------- | ---------------- | --------------------------- | ---------- |
| 1ª        | Matteo Fraziano  | Artista delle ombre cinesi  | 50%        |
| 2ª        | Geneviève Côté   | Cantante e rumorista        | 40%        |
| 3ª        | Vlad e Sergey    | Pole dancers                | 8%         |
| 4ª        | Forbidden Nights | Ballerini e spogliarellisti | 2%         |

### Terzo gruppo
| Posizione | Nome artista     | Genere                          | % Televoto |
| --------- | ---------------- | ------------------------------- | ---------- |
| 1ª        | Hakuna Matata    | Acrobati                        | 35%        |
| 2ª        | Rubén e Iván     | Atleti di parkour, uno disabile | 31%        |
| 3ª        | Alessandro Serra | Comico                          | 20%        |
| 4ª        | Suore Bologna    | Cantanti                        | 14%        |

### Quarto gruppo
| Posizione | Nome artista      | Genere          | % Televoto |
| --------- | ----------------- | --------------- | ---------- |
| 1ª        | The Phobias       | Maghi horror    | 28%        |
| 2ª        | Marceau Bidal     | Acrobata        | 25%        |
| 3ª        | Les Expirés       | Acrobati comici | 24%        |
| 4ª        | Emanuele Condoleo | Strongman       | 23%        |

### Televoto finale
Alla fine della puntata il pubblico, sempre tramite il televoto, ha rivotato i 4 migliori concorrenti, stilando la seguente classifica:
| Posizione | Nome artista    | Genere                     | % Televoto |
| --------- | --------------- | -------------------------- | ---------- |
| 1ª        | Matteo Fraziano | Artista delle ombre cinesi | 51%        |
| 2ª        | Ssaulabi        | Atleti di arti marziali    | 18%        |
| 3ª        | The Phobias     | Maghi horror               | 16%        |
| 4ª        | Hakuna Matata   | Acrobati                   | 15%        |

- Quindi il vincitore della undicesima edizione di Tú sí que vales è Matteo Fraziano, seguito al secondo posto dai Ssaulabi; medaglia di bronzo per The Phobias.

## Classifica finale
| Posizione | Nome artista         | Genere                          |
| --------- | -------------------- | ------------------------------- |
| 1ª        | Matteo Fraziano      | Artista delle ombre cinesi      |
| 2ª        | Ssaulabi             | Atleti di arti marziali         |
| 3ª        | The Phobias          | Maghi horror                    |
| 4ª        | Hakuna Matata        | Acrobati                        |
| 5ª        | Duo Sebas e Sonia    | Acrobati                        |
| 5ª        | Geneviève Côté       | Cantante e rumorista            |
| 5ª        | Rubén e Iván         | Atleti di parkour, uno disabile |
| 5ª        | Marceau Bidal        | Acrobata                        |
| 9ª        | Manuel Meledina      | Cantante                        |
| 9ª        | Vlad e Sergey        | Pole dancers                    |
| 9ª        | Alessandro Serra     | Comico                          |
| 9ª        | Les Expirés          | Acrobati comici                 |
| 13ª       | Colombia Salsa Style | Ballerini                       |
| 13ª       | Forbidden Nights     | Ballerini e spogliarellisti     |
| 13ª       | Suore Bologna        | Cantanti                        |
| 13ª       | Emanuele Condoleo    | Strongman                       |

## Scuderia Scotti
Anche in questa edizione all'interno del programma c'è la Scuderia Scotti. I concorrenti della Scuderia Scotti, dal discutibile talento, non partecipano alla competizione tradizionale di Tú sí que vales, bensì in un circuito apposito per loro. Come nell'edizione precedente, se il concorrente ottiene un solo vale e meno del 75% dei voti positivi dalla giuria popolare, può comunque passare il turno se Gerry Scotti supera una prova, chiamata la Super Prova di Gerry. Questi i concorrenti che fanno parte della Scuderia di quest'anno:
| Nome artista        | Genere                  |
| ------------------- | ----------------------- |
| Bruno Costanza      | Ballerino               |
| Vincenzo Angarano   | Cantante                |
| Antonino Abbate     | Cantante                |
| Luigi Salafia       | Sollevatore di pesi     |
| Francesco Nutini    | Comico                  |
| Giuseppe D'Eredità  | Atleta di arti marziali |
| Domenico De Martino | Ballerino               |

Sono stati poi scelti da Gerry i 6 migliori:
| Nome artista        | Genere                  |
| ------------------- | ----------------------- |
| Vincenzo Angarano   | Cantante                |
| Antonino Abbate     | Cantante e attore       |
| Luigi Salafia       | Sollevatore di pesi     |
| Francesco Nutini    | Comico                  |
| Giuseppe D'Eredità  | Atleta di arti marziali |
| Domenico De Martino | Ballerino               |

Semifinale
Al termine dell'ottava puntata c'è stata una selezione tra i talenti della Scuderia Scotti per accedere alla Finale:
| Primo sfidante     | % voto | Secondo sfidante    | % voto |
| ------------------ | ------ | ------------------- | ------ |
| Vincenzo Angarano  | 56%    | Antonino Abbate     | 44%    |
| Francesco Nutini   | 86%    | Luigi Salafia       | 14%    |
| Giuseppe D'Eredità | 11%    | Domenico De Martino | 89%    |

Finale
I 3 finalisti della Scuderia Scotti sono:
| Nome artista        | Genere    |
| ------------------- | --------- |
| Vincenzo Angarano   | Cantante  |
| Francesco Nutini    | Comico    |
| Domenico De Martino | Ballerino |

Durante la Finale, i 3 concorrenti si sono esibiti per l'ultima volta e i giudici, Gerry escluso, hanno stabilito il vincitore. Questa la classifica finale:
| Posizione | Nome artista        | Genere    | Voti ricevuti |
| --------- | ------------------- | --------- | ------------- |
| 1ª        | Domenico De Martino | Ballerino | 2             |
| 2ª        | Vincenzo Angarano   | Cantante  | 1             |
| 2ª        | Francesco Nutini    | Comico    | 1             |

- Quindi il vincitore della Scuderia Scotti è il ballerino Domenico De Martino.

## Ascolti
| Puntata    | Messa in onda     | Telespettatori | Share  | Ospiti                                                                                  |
| ---------- | ----------------- | -------------- | ------ | --------------------------------------------------------------------------------------- |
| 1          | 21 settembre 2024 | 3 636 000      | 28,52% | –                                                                                       |
| 2          | 28 settembre 2024 | 3 238 000      | 24,46% | Sal Da Vinci                                                                            |
| 3          | 5 ottobre 2024    | 3 500 000      | 25,38% | Alice e Asia D'Amato, Associazione Sognoattivo                                          |
| 4          | 12 ottobre 2024   | 3 530 000      | 25,71% | Sophie Bertocchi e Rose                                                                 |
| 5          | 19 ottobre 2024   | 3 652 000      | 23,95% | Licia Fertz                                                                             |
| 6          | 26 ottobre 2024   | 3 492 000      | 24,19% | Sonia Mezzadri                                                                          |
| 7          | 2 novembre 2024   | 3 409 000      | 24,88% | –                                                                                       |
| Semifinale | 9 novembre 2024   | 3 538 000      | 25,07% | Christian De Sica, Ilary Blasi, Giuseppe Vessicchio, Adriano Pennino, Francesca Mannino |
| Finale     | 16 novembre 2024  | 3 378 000      | 24,71% | Christian De Sica, Ilary Blasi, Giuseppe Vessicchio, Adriano Pennino, Gaia              |
| Media      | Media             | 3 486 000      | 25,21% |                                                                                         |

- Nota 1: con 3 238 000 telespettatori, la seconda puntata di questa edizione è stata la meno vista della storia del programma.
- Nota 2: in termini di telespettatori, l'edizione e la finale risultano essere le meno viste della storia del programma.